# CLR
CLR (Create Learne Realise) is een muzieklabel waarop voornamelijk techno uitkomt. Het werd opgericht door Chris Liebing, dit omdat hij graag zijn eigen muziek wilde produceren. Toen hij het label oprichtte stonden de letters CLR voor Chris Liebing Recordings, maar dit veranderde hij in 2010.
Zijn boekingen liepen eerst nog steeds via Cocoon, het label van Sven Väth. Maar na het winnen van de 'German Dance Awards' in 2001, de prijs voor de beste nationale producent en de beste compilatiemix verlaat hij Cocoon en ontstaat het huidige CLR-label.
Na meer dan twintig releases met diverse live-cd's van Liebing zelf op het CLR-label, richtte hij begin 2008 een nieuw label op, genaamd Spinclub Recording. De eerste release, 'Chris Liebing presents Spinclub at Space, Season 2 – the complete collection' was een dubbel-cd met dvd. Vanaf maart dat jaar bracht het label elke maand een track uit.
In april bracht Liebing op het CLR-label met 'Chris Liebing presents Selected Remixes' een overzicht van zijn werk en de remixen daarvan van de afgelopen tien jaar.
Andere artiesten van CLR zijn onder andere: Brian Sanhaji, Monoloc en Tommy Four Seven.